# 惠衢
惠衢，琅邪郡人，东汉末年政治人物，左将军袁术故吏。
袁术最初自任扬州刺史，刘繇被朝廷任为扬州刺史后，袁术为拉拢刘繇，承认了其地位，自己不再自称扬州刺史。
兴平元年（194年），袁术与刘繇交战，自任惠衢为扬州刺史，派督军中郎将吴景、丹杨都尉孙贲一同攻打屯当利口的刘繇部将张英等。直至次年，未能攻克。吴景外甥、孙贲堂弟孙策趁机请命助吴景，最终击破张英等及打败刘繇，并趁机脱离袁术割据江东自立。